# كروم بوردو

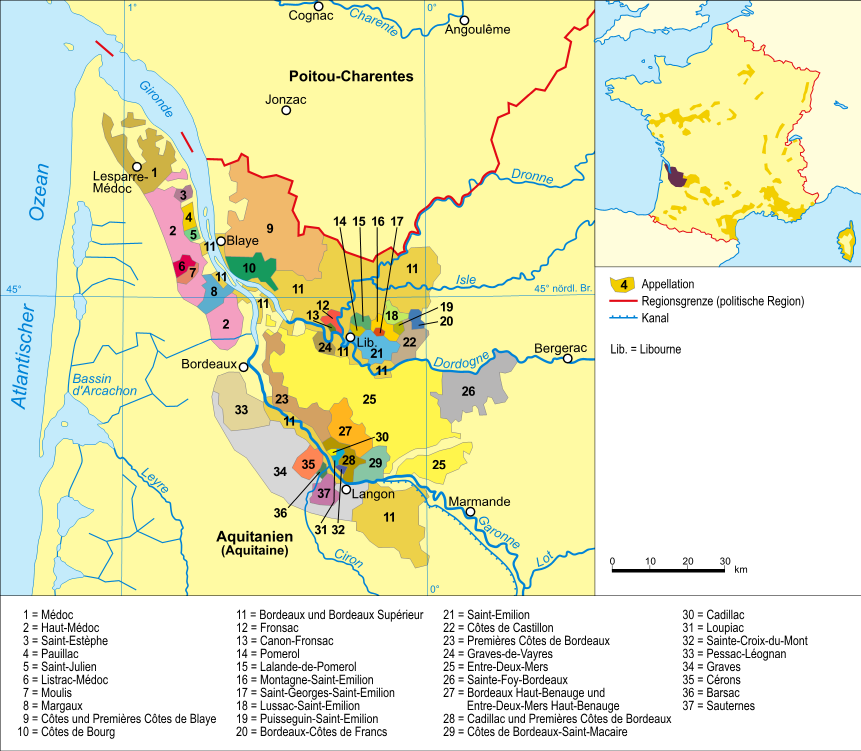
خريطة لمنطقة بوردو

كُرُوم بوردو أو حقول العنب ببوردو هي منطقة جنوبي غربي فرنسا تحيط بمدينة بوردو على نهر غارون، بالقرب من مصب جيروند؛ وتشتهر بانتشار مزارع الكروم فيها، المخصصة لإنتاج الخمور. هناك 65 شهادة منشأ لخمور بوردو.
تبلغ مساحة هذه المنطقة قرابة 110 آلاف هكتار من مزارع الكروم، وهي بذلك الأكبر في فرنسا.